# جيري أورتيز
جيري أورتيز (بالإسبانية: Jerry Ortiz) (7 نوفمبر 1992 بكالي في كولومبيا - ) هو لاعب كرة قدم كولومبي في مركز الوسط. لعب مع نادي إنفيغادو.

## وصلات خارجية
- جيري أورتيز على موقع قاعدة بيانات كرة القدم.إي يو (الإنجليزية)
- جيري أورتيز على موقع Soccerway.com (الإنجليزية)
- جيري أورتيز على موقع AS.com (الإسبانية)